# 产品激活
产品激活（Product activation），是软件开发公司为了抑制盗版的一种机制。从微软的Windows XP和Office XP發行起，这种机制开始广为人知。之后，许多软件厂商都开始运用这一机制。

## 運作方式
当一台个人电脑上安装了需要进行啟動的软件後，啟動功能首先会对计算机的硬件进行一些统计，被统计的硬件可能包括：显卡、SCSI适配器、IDE控制器（可以说，就是晶片組）、网卡及其MAC地址，内存大小（例如0-64MB、64-128MB等）、中央處理器类型，处理器序列号、硬盘、卷序号（Volume Serial Number；VSN）、光盘驱动器（具体包含的内容取决于不同厂商激活功能所用的算法和设计机制）。但不包括一些常被插拔的硬體，例如USB、IEEE1394等等。
透過统计上述硬件的ID信息，结合安装该软件时输入的序列号，程序会生成一串激活请求码，用户则需要透過电话或者網際網路把这串请求码发送给軟體厂商。軟體厂商收到该请求码后，可以从中获得产品的序列号以及安装该产品的電腦硬體ID（无法知道具体的硬件类型和型号）。随后，厂商会将序列号和自己数据库中的记录核对，看该序列号以前有没有被使用过。如果该序列号是第一次使用，那么将会返回给用户一组啟動码；用户需要手工或者让程序将啟動码输入軟體，完成啟動过程。如果该序列号以前曾经进行过啟動，那么随后将会把硬體ID和记录下来的以前啟動时的硬體ID进行比较；如果硬體ID相同或者差别不大，那么啟動操作也可以顺利完成；如果硬體ID差别太大，或者完全不同，那么就会认为该序列号被用到了其它電腦，进而无法完成啟動操作。
对于需要进行啟動的軟體产品，通常只有零售版软件有此要求。企業用戶所購買的大量授權金鑰（Volume License）軟體通常則無此機制。
除了上述所介绍的最简单的产品啟動机制外，为了进一步保护知识产权，防止破解，很多软件厂商也开始实施更高级的加密保护机制。以微软的Windows作業系統为例，從Windows Vista開始，微軟改以金鑰管理伺服器（Key Management Server；KMS）等方式要求大量授權版軟體也需要有產品啟動的程序。
针对微软的这一措施，许多盗版軟體都推出了相对应的免啟動版本，用以跳过这一啟動过程。
微軟採用此措施後，逐漸有其他軟體公司仿效；例如，以工具及資安軟體著名的賽門鐵克（Symantec），十八禁遊戲業者Studio e.go!。

## 产品激活与注册的区别
产品激活通常是一个强制性的过程，如果没有通过激活，软件产品的使用会受到功能或时间上的限制；而注册则是一个可选的过程，通过注册可以得到一些诸如产品使用提示、网上社区等增值服务。
正常产品激活並未要求使用者輸入個人資料或聯絡資訊(但並不代表未紀錄所用產品金鑰、電腦內的若干基本資訊或其雜湊值、連線IP等)。产品注册則需要輸入註冊者的資料。